# Бикертон, Дерек
Дерек Бикертон (25 марта 1926 — 5 марта 2018) — лингвист английского происхождения и профессор Гавайского университета в Маноа. Основываясь на своей работе с креольскими языками в Гайане и на Гавайях, он предположил, что особенности креольских языков дают мощное представление о развитии языка как у отдельных людей, так и как особенности человеческого вида. Он является создателем и главным сторонником гипотезы языковой биопрограммы, согласно которой сходство креольских языков обусловлено тем, что они образовались из предшествующего пиджина детьми, которые все обладают универсальными врожденными человеческими грамматическими способностями.
Бикертон также написал несколько романов. Его романы были представлены в произведениях Sun Ra Revival Post Krautrock Archestra посредством устной речи и музыкальных тем.

## Ранние годы

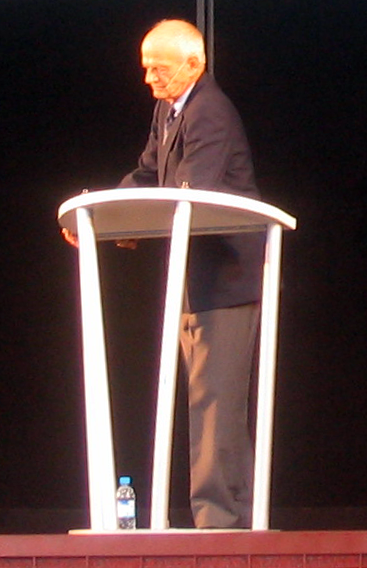
Бикертон на Всемирном форуме культур 2004 года в Барселоне

Бикертон родился в Чешире в 1926 году. В 1949 году окончил Кембриджского университета. Начал академическую карьеру в 1960-х годах, сначала в качестве лектора по английской литературе в Университете Кейп-Коста, Гана, а затем, после года работы в аспирантуре по лингвистике в университете. из Лидса в качестве старшего преподавателя лингвистики в Гайанском университете (1967-71). В течение двадцати четырёх лет он был доцентом и профессором лингвистики Гавайского университета в Маноа (1972-96), а в 1976 году получил докторскую степень по лингвистике в Кембриджском университете. Он отец современной художницы Эшли Бикертон.

## Научные интересы
Чтобы ответить на вопрос о формировании креольского языка, в конце 1970-х годов Бикертон предложил эксперимент, который предполагает высадку на острове шести пар, говорящих на шести разных языках, а также детей, слишком маленьких для того, чтобы освоить язык своих родителей. Национальный научный фонд счел предложенный эксперимент неэтичным и отказался его финансировать.
В своей книге «Корни языка» (1981) Бикертон ставит три вопроса: 1) Как возникли креольские языки? 2) Как дети осваивают речь? 3) Как возникли языки как особенность Homo Sapience?
В книге «Язык и виды» (1990) Бикертон предполагает, что на все три вопроса можно ответить, постулируя, что происхождение языка можно проследить до эволюции систем представления и символического мышления, а также более позднего развития формального синтаксиса. Используя примитивные коммуникативные способности, которые затем развивались параллельно, ментальные модели стали общими представлениями, подверженными культурной эволюции. В книге «Lingua ex Machina» (2000) он и Уильям Кальвин пересматривают эту спекулятивную теорию, рассматривая биологические основы символического представления и их влияние на эволюцию мозга.
В своих мемуарах «Bastard Tongues» (2008) Бикертон описывает себя как «уличного лингвиста», который делает упор на полевой работе, с «полным отсутствием уважения к общепринятым [представлениям]» и излагает свои теории для широкой аудитории.
В «Языке Адама» (2009) Бикертон приводит аргументы в пользу происхождения языка, основанного на теории создания ниш, обеспечивающих необходимый эволюционный прогресс. Он утверждает, что человеческий язык не находится в связи с системами коммуникации животных, а представляет собой качественно иную коммуникативную систему. Системы коммуникации животных носят индексальными (indexal) характер и ограничиваются передачей информации о непосредственных обстоятельствах, поскольку они влияют на индивидуальное выживание, воспроизводство и социальные отношения. Человеческий язык, с другой стороны, способен к пространственным и временным смещениям (Displacement (linguistics)).
Бикертон утверждает, что своеобразные особенности, характеризующие экологическую нишу древнего человека, позволили совершить прорыв от системы общения животных к языку. Он ссылается на тот факт, что около двух миллионов лет назад наши предки работали в скоординированных группах. Подражая животному, например мамонту, один из участников мог попытаться передать информацию о таких источниках пищи. Хотя такая имитация сигналов сохраняла скорее знаковый характер, чем полностью символический, они включали в себя акт смещения в общении, поскольку туша животного могла находиться в нескольких милях от охотника и могла быть обнаружена несколькими часами раньше. Со временем звуки, обозначающие что-то вроде мамонта, будут деконтекстуализированы и станут напоминать что-то, гораздо более напоминающее слово. Смещение, утверждает Бикертон, является отличительной особенностью языка.
По мнению Бикертона, эти слова позволили сформировать концепции, а не просто категории, на которые способны и животные. Слова начались как якоря для сенсорной информации и воспоминаний о конкретном животном или объекте. Как только в мозгу появились слова, он смог создавать концепции, которые образовали «протоязык». Протоязык оставался во многом похожим на пиджин в течение миллиона или более лет, в конечном итоге он перешел от модели речи типа «бусинки на нитке» к иерархической структуре через механизм слияния.
Бикертону удалось показать, что во многих случаях пиджин может стать полноценным сложноустроенным языком
за короткий период времени, если группа детей столкнется с пиджином в возрасте, когда они осваивают родной язык.